# 1811
Évszázadok: 18. század – 19. század – 20. század
Évtizedek: 1760-as évek – 1770-es évek – 1780-as évek – 1790-es évek – 1800-as évek – 1810-es évek – 1820-as évek – 1830-as évek – 1840-es évek – 1850-es évek – 1860-as évek
Évek: 1806 – 1807 – 1808 – 1809 –  1810 – 1811 – 1812 – 1813 – 1814 – 1815 – 1816

## Események

### Határozott dátumú események
- március 1. Mohamed Ali egyiptomi kormányzó a kairói fellegvárban lemészároltat 479 mamlúk vezetőt és feloszlatja a mamlúk hadsereget.[1]
- május 14. – Paraguay kikiáltja függetlenségét.[2]

### Határozatlan dátumú események
- az év folyamán – Ferenc király pénzdevalvációt hajt végre.

## Az év témái

### 1811 a tudományban
- Amedeo Avogadro közzéteszi az Avogadro-törvényt.[3]
- Bernard Courtois felfedezi a jódot.[3]

## Születések
- január 1. – Albert Ferenc, bölcsész, királyi tanácsos, az egri érseki csillagvizsgáló igazgatója és Heves megye tanfelügyelője († 1883)
- január 5. – Csáky Rudolf, a főrendiház tagja és Szepes vármegye örökös főispánja († 1887)
- február 11. – Teleki László, magyar politikus, író, a Határozati Párt vezetője († 1861)
- február 16. – Wenckheim Béla, politikus, magyar miniszterelnök († 1879)
- március 20. – II. Napóleon, francia császár, római király, reichstadti herceg († 1832)
- április 23. – Mesterházy István, honvéd ezredes († 1854)
- június 28. – Kriza János, néprajzkutató, költő († 1875)
- július 3. – Eperjessy Sándor, teológiai doktor és kanonok, költő († 1891)
- július 11. – Johann Georg von Hahn, osztrák diplomata, filológus, albanológus († 1869)
- szeptember 2. – Heckenast Gusztáv, nyomdász, könyvkiadó, könyvkereskedő († 1878)
- szeptember 29. – Schodelné Klein Rozália, magyar színésznő († 1854)
- október 22. – Liszt Ferenc, zeneszerző († 1886)
- október 25. – Évariste Galois, francia matematikus, a Galois-elmélet megalkotója († 1832)
- november 11. – Perczel Mór, honvéd tábornok († 1899)
- november 16. – Latabár Endre, magyar színész, színiigazgató, zeneszerző († 1873)
- december 31. – Nendtvich Károly magyar orvos, kémikus, műegyetemi tanár, az MTA tagja († 1892)

## Halálozások
- február 12. – Ernszt Ernő, piarista rendi pap, tanár (* 1759)
- február 24. – Bessenyei György, író, költő (* 1747)
- július 30. – Miguel Hidalgo y Costilla, az 1810–1811-es mexikói függetlenségi harc vezetője (* 1753)
- augusztus 31. – Louis Antoine de Bougainville, francia admirális és felfedező; az első francia Föld körüli expedíció vezetője (* 1729)
- november 21. – Heinrich von Kleist, német költő (* 1777)